# Valinge socken
Valinge socken i Halland ingick i Himle härad, ingår sedan 1971 i Varbergs kommun och motsvarar från 2016 Valinge distrikt.
Socknens areal är 30,39 kvadratkilometer, varav 29,07 land. År 2000 fanns här 696 invånare. Kyrkbyn Valinge med sockenkyrkan Valinge kyrka ligger i socknen.  

## Administrativ historik
Valinge socken har medeltida ursprung.
Vid kommunreformen 1862 övergick socknens ansvar för de kyrkliga frågorna till Valinge församling och för de borgerliga frågorna till Valinge landskommun. Landskommunen uppgick 1952 i Lindberga landskommun som 1971 uppgick i Varbergs kommun. Församlingen uppgick 2010 i Lindberga församling.
1 januari 2016 inrättades distriktet Valinge, med samma omfattning som församlingen hade 1999/2000. 
Socknen har tillhört fögderier och domsagor enligt Himle härad. De indelta båtsmännen tillhörde Norra Hallands första båtsmanskompani.

## Geografi
Valinge socken ligger nordost om Varberg.  Socknen är i norr en kuperad skogsbygd med slättbygd i sydväst. Största insjö är Bönarpesjö.

## Fornlämningar
Från stenåldern finns boplatser, från bronsåldern gravrösen och högar. Från järnåldern finns fyra gravfält och en domarring.
I Valinge påträffades 1974 Kringlemossefyndet, en stor mängd flathuggna flintföremål invid ett stenblock på en åker omedelbart intill en mosse.

## Namnet
Namnet (1392 Hualingä) kommer från kyrkbyn. Förleden innehåller hváll 'höjd (av viss beskaffenhet)' syftande på Prästgårdsås, en rundad höjd vid kyrkbyn. Efterleden är inge, 'inbyggare'.

## Befolkningsutveckling
| Befolkningsutvecklingen i Valinge socken 1760–1990                                                      | Befolkningsutvecklingen i Valinge socken 1760–1990 | Befolkningsutvecklingen i Valinge socken 1760–1990 | Befolkningsutvecklingen i Valinge socken 1760–1990 | Befolkningsutvecklingen i Valinge socken 1760–1990 |
| --- | -------------------------------------------------- | -------------------------------------------------- | -------------------------------------------------- | -------------------------------------------------- |
| |                                                    |                                                    |                                                    |                                                    |
| År |                                                    |                                                    | Folkmängd                                          |                                                    |
| 1760 | 1760                                               |                                                    | 615                                                |                                                    |
| 1780 | 1780                                               |                                                    | 602                                                |                                                    |
| 1800 | 1800                                               |                                                    | 676                                                |                                                    |
| 1810 | 1810                                               |                                                    | 619                                                |                                                    |
| 1820 | 1820                                               |                                                    | 744                                                |                                                    |
| 1830 | 1830                                               |                                                    | 863                                                |                                                    |
| 1840 | 1840                                               |                                                    | 899                                                |                                                    |
| 1850 | 1850                                               |                                                    | 934                                                |                                                    |
| 1860 | 1860                                               |                                                    | 1 067                                              |                                                    |
| 1870 | 1870                                               |                                                    | 1 162                                              |                                                    |
| 1880 | 1880                                               |                                                    | 1 145                                              |                                                    |
| 1890 | 1890                                               |                                                    | 1 003                                              |                                                    |
| 1900 | 1900                                               |                                                    | 919                                                |                                                    |
| 1910 | 1910                                               |                                                    | 820                                                |                                                    |
| 1920 | 1920                                               |                                                    | 802                                                |                                                    |
| 1930 | 1930                                               |                                                    | 740                                                |                                                    |
| 1940 | 1940                                               |                                                    | 741                                                |                                                    |
| 1950 | 1950                                               |                                                    | 707                                                |                                                    |
| 1960 | 1960                                               |                                                    | 646                                                |                                                    |
| 1970 | 1970                                               |                                                    | 623                                                |                                                    |
| 1980 | 1980                                               |                                                    | 661                                                |                                                    |
| 1990 | 1990                                               |                                                    | 701                                                |                                                    |
| Anm: Källor: Umeå universitet - Tabellverket 1749-1859, Demografiska databasen, CEDAR, Umeå universitet |                                                    |                                                    |                                                    |                                                    |